# آپیلاتاک، کواسویتسو
آپیلاتاک، کواسویتسو (به لاتین: Aappilattoq, Qaasuitsup) در گرینلند با جمعیت ۱۸۰ نفر است که در گرینلند واقع شده‌است.